# Wigginton (Oxfordshire)
Wigginton – wieś w Anglii, w hrabstwie Oxfordshire, w dystrykcie Cherwell. Leży 30 km na północny zachód od Oksfordu i 106 km na północny zachód od Londynu. W 2001 miejscowość liczyła 192 mieszkańców.